# Equity-Methode
Die Equity-Methode ist ein Rechnungslegungsverfahren zur Bilanzierung von Anteilen an und Geschäftsbeziehungen zu assoziierten Unternehmen und Joint-Ventures im Einzel- und Konzernabschluss.
Die Grundidee der Equity-Methode ist es, den Beteiligungsbuchwert in der Bilanz des Investors spiegelbildlich zur Entwicklung des anteiligen Eigenkapitals am beteiligten Unternehmen weiterzuentwickeln. Die Methode erlaubt es, bei Durchbrechung des Realisationsprinzips Gewinne aus Beteiligungen zu vereinnahmen, bevor sie realisiert sind.
Im Gegensatz zur Bewertung nach dem Anschaffungskostenprinzip wirken sich die Gewinne und Verluste des assoziierten Unternehmens unmittelbar auf den Konzern- bzw. Einzelabschluss des beteiligten Unternehmens aus. Insofern ist die Equity-Methode der Vollkonsolidierung von Tochterunternehmen im Konzernabschluss ähnlich und hat Züge einer Konsolidierungsmethode (siehe auch: Konzernabschluss).
Im Gegensatz zur Voll- und Quotenkonsolidierung wird die Beteiligung als ein Vermögensgegenstand bzw. Asset gezeigt und bewertet. Die einzelnen Vermögensgegenstände des assoziierten Unternehmens werden nicht in die Bilanz des Investors übernommen. Insofern ist die Equity-Methode auch eine Bewertungsmethode.

## Anwendungsbereich
Ein Unternehmen, auf das ein anderes Unternehmen (Investor) einen maßgeblichen jedoch keinen beherrschenden Einfluss ausübt und an dem der Investor Anteile hält, wird von mehreren Rechnungslegungssystemen als assoziiertes Unternehmen  des Investors bezeichnet.
Die Anteile an assoziierten Unternehmen und die Geschäftsbeziehungen zu diesen hat der Investor in seinem Konzernabschluss in der Regel  nach der Equity-Methode zu bilanzieren.  Die US-GAAP sehen die Anwendung der Equity-Methode auch im Einzelabschluss vor. Während die IFRS schon bei der Möglichkeit zur Ausübung eines maßgeblichen Einflusses die Bilanzierung nach der Equity-Methode vorsehen, sieht das deutsche Handelsgesetzbuch diese erst bei der tatsächlichen Ausübung des maßgeblichen Einflusses vor.
Ein Investor hat einen maßgeblichen Einfluss auf ein anderes Unternehmen, wenn er zwar die Möglichkeit hat an Entscheidungen über die Finanz- und Geschäftspolitik des Unternehmens mitzuwirken, er jedoch dieses Unternehmen nicht beherrschen kann. Zur Konkretisierung dieser Definition wurden mehrere Indikatoren entwickelt, die einzeln oder zusammen anzeigen sollen, dass ein maßgeblicher Einfluss vorliegt. Verbreitete Indikatoren sind:
- Der Investor hat einen Vertreter im Geschäftsführungs- und/oder Aufsichtsratsorgan oder einem gleichartigen Leitungsgremium des Beteiligungsunternehmens,
- zwischen den Anteilseignern und dem Beteiligungsunternehmen bestehen wesentliche Geschäftsbeziehungen,
- der Investor nimmt an den Entscheidungsprozessen des assoziierten Unternehmens teil,
- zwischen Investor und assoziiertem Unternehmen wird Führungspersonal ausgetauscht,
- der Investor stellt dem assoziierten Unternehmen bedeutende technische Informationen zur Verfügung.

Für den Fall, dass einem Investor mindestens 20 % und weniger als 50 % der Stimmrechte an einem assoziierten Unternehmen zustehen, vermuten alle Rechnungslegungssysteme, dass der Investor einen maßgeblichen Einfluss auf das assoziierte Unternehmen hat. Abhängig vom Rechnungslegungssystem werden Stimmrechte hinzugezählt, die über Tochterunternehmen ausgeübt werden. Ferner werden bei der Bilanzierung nach den IFRS (IAS 28.8) auch bestimmte potentielle Stimmrechte mitgerechnet. Kann der Investor beweisen, dass er entgegen der Vermutung doch keinen maßgeblichen Einfluss ausübt oder ausüben kann, braucht er die Equity-Methode nicht anzuwenden. Auch wenn der Investor weniger als 20 % der Stimmrechte hat, kann ein maßgeblicher Einfluss vorliegen, was sich durch Vorliegen einer oder mehrerer der oben genannten Indikatoren zeigen kann.
Die Anwendung der Equity-Methode auf Anteile an Gemeinschaftsunternehmen wird je nach Rechnungslegungssystem unterschiedlich geregelt:
US-GAAP, die die Quotenkonsolidierung nicht kennen, verlangen die Anwendung der Equity-Methode auch auf Gemeinschaftsunternehmen, auf die der Investor einen maßgeblichen Einfluss ausübt. Diese Handhabung wurde durch Abschaffung von IAS 31 auch in den IFRS eingeführt. Das deutsche Handelsgesetzbuch sieht hingegen für Gemeinschaftsunternehmen die Quotenkonsolidierung vor, räumt jedoch Unternehmen ein Wahlrecht ein, die Equity-Methode auch hier anzuwenden.

## Bilanzierung der Anteile nach der Equity-Methode
In der Regel sieht die Equity-Methode die Bilanzierung der Anteile auf der Aktivseite der Bilanz als einen Vermögensgegenstand bzw. Asset vor. Ein separater Ausweis der einzelnen Vermögensgegenstände und Schulden des assoziierten Unternehmens in der Bilanz wie bei der Vollkonsolidierung oder Quotenkonsolidierung erfolgt nicht.
Im Folgenden wird zwischen der Erstbewertung und der Folgebewertung unterschieden. Die Erstbewertung ist i. d. R. zu dem Zeitpunkt vorzunehmen, zu dem die Beteiligung zum ersten Mal die Kriterien zur Bewertung nach der Equity-Methode erfüllt. Die Folgebewertung ist i. d. R. zu jedem folgenden Quartals- und Jahresabschluss vorzunehmen.

### Erstbewertung
Die erstmalige Bewertung der Anteile an assoziierten Unternehmen erfolgt mit den ursprünglichen Anschaffungskosten der Anteile.
Bei der Erstbewertung wird die Beteiligung zunächst mit dem Buchwert angesetzt, mit dem sie auch zum Zeitpunkt der Erstbewertung im Einzelabschluss angesetzt wurde. Stimmt der Zeitpunkt der Erstbewertung mit dem Zeitpunkt der Anschaffung der Beteiligung überein, so entspricht der Buchwert den Anschaffungskosten.
In einer Nebenrechnung wird nun der Buchwert in die Bestandteile anteiliges Eigenkapital, stille Reserven und Geschäfts- oder Firmenwert aufgeteilt. Die hier ermittelten Werte sind für die Folgebilanzierung relevant.
Zunächst wird der Wert des anteiligen Eigenkapitals des Investors am assoziierten Unternehmen ermittelt. Der Wert entspricht dem anteiligen Buchwert des Eigenkapitals in der Bilanz des assoziierten Unternehmens. Im Folgenden wird ein Unterschiedsbetrag zwischen anteiligem Buchwert des Eigenkapitals und Anschaffungskosten der Beteiligung gebildet.
Im nächsten Schritt werden die stillen Reserven in der Bilanz des assoziierten Unternehmens ermittelt und anteilig dem Investor zugerechnet. Dies geschieht jedoch nur bis zur maximalen Höhe des Unterschiedsbetrages. Ist der Unterschiedsbetrag höher als die anteiligen stillen Reserven, so ist der verbleibende Betrag als Geschäfts- oder Firmenwert anzusehen. Bei der Berechnung des Anteils am Eigenkapital sind in allen Rechnungslegungssystemen potentielle Stimmrechte außer Acht zu lassen, vgl. zum Beispiel IAS 28.12.

### Folgebewertung
An jedem folgenden Abschlussstichtag wird der angesetzte Wert der Beteiligung am assoziierten Unternehmen durch Erhöhungen oder Verminderungen modifiziert. Die Erhöhungen bzw. Verminderungen beinhalten folgende Tatbestände:
+/- Anteilige Gewinne- bzw. Verluste des assoziierten Unternehmen
- Ausschüttungen an den Investor
+/- Sonstige Veränderungen des anteiligen Eigenkapitalanteils
- Abschreibung der stillen Reserven, die im Erwerbszeitpunkt aufgedeckt wurden
- Ggf. Fortschreibung eines Geschäfts- oder Firmenwertes
+/- Ggf. Außerplanmäßige Abschreibung des Beteiligungsbuchwertes und Wertaufholung
- Zwischenergebniseliminierungen
Die auf den Investor entfallenen „anteiligen Gewinne und Verluste des assoziierten Unternehmens“ erhöhen bzw. vermindern den Beteiligungsansatz in der Periode, in der sie beim assoziierten Unternehmen gezeigt werden. In dieser Periode werden sie als Beteiligungsgewinn- oder Verlust (Beteiligungsergebnis) in der Gewinn- und Verlustrechnung des Investors gezeigt.
Ausschüttungen an den Investor reduzieren den Buchwert der Anteile des assoziierten Unternehmens, ohne dass im Konzernabschluss oder Jahresabschluss des Investors eine Ergebnisveränderung gezeigt wird. Wurde die Ausschüttung als Beteiligungsgewinn im Einzelabschluss des Investors gezeigt, so ist diese bei der Erstellung des Konzernabschlusses zu eliminieren.
Sonstige Veränderungen des Eigenkapitals, die beim assoziierten Unternehmen ergebnisneutral gezeigt werden, führen auch zu ergebnisneutralen Veränderungen des Beteiligungsansatzes des assoziierten Unternehmens.
Die zum Zeitpunkt der Erstbewertung ermittelten stillen Reserven sind ergebniswirksam abzuschreiben. Deshalb mindert sich der Beteiligungsansatz des assoziierten Unternehmens zu Gunsten des Aufwandes des Investors. Die Höhe der Abschreibung richtet sich nach der Abschreibung der Vermögensgegenstände, auf die sich die stillen Reserven beziehen.
In einigen Rechnungslegungssystemen (z. B. nach dem deutschen Handelsgesetzbuch) ist ein bei der Erstbewertung ermittelter Geschäfts- oder Firmenwert planmäßig über die Nutzungsdauer abzuschreiben.
In anderen Rechnungslegungssystemen (z. B. IFRS und US-GAAP) ist der Geschäfts- oder Firmenwert bzw. Goodwill aus der Erstbewertung nicht planmäßig abzuschreiben. Nach IFRS erfolgt nur im Rahmen des Werthaltigkeitstests der Beteiligung auch eine indirekte Fortschreibung des Geschäfts- oder Firmenwertes. Eine separate Wertminderungsprüfung des Geschäfts- oder Firmenwertes erfolgt nach US-GAAP.
Außerplanmäßige Abschreibung des Beteiligungsbuchwertes und Wertaufholung:
Der nach der Equity-Methode ermittelte Buchwert der Beteiligung unterliegt als ganzes einer Wertminderungsprüfung.

### Anforderungen an den Abschluss des assoziierten Unternehmens
Für die Bewertung der Anteile des Investors am assoziierten Unternehmen ist der Jahresabschluss des assoziierten Unternehmens grundlegend. Dabei können sich zwei Problemstellungen ergeben:
1. Der Abschluss sollte möglichst auf den Stichtag des Investors lauten.
2. Der Abschluss sollte nach den Bilanzierungsregeln des Investors aufgestellt sein.
Prinzipiell sollte der zugrunde gelegte Abschluss des assoziierten Unternehmens auf den Stichtag der Erstbewertung bzw. den Abschlussstichtag des Investors lauten. Weicht der Abschlussstichtag des assoziierten Unternehmens von den Stichtagen ab, so soll ein Zwischenabschluss des assoziierten Unternehmens zugrunde gelegt werden. Es kann jedoch für den Investor schwierig sein, diesen Zwischenabschluss zu bekommen bzw. zu erstellen. In diesen Fällen kann auch ein Abschluss zugrunde gelegt werden, dessen Stichtag bis zu drei Monate vom Stichtag des Investors abweicht. Nach den IFRS ist dieser Abschluss jedoch um signifikante Geschäftsvorfälle, die zwischen dem Stichtag des Abschlusses und dem Stichtag des Investors liegen, zu modifizieren. Abweichend davon reicht es nach den US-GAAP aus, wenn diese Geschäftsvorfälle nur im Anhang angegeben werden. Nach deutschem Handelsrecht ist es sogar nur erforderlich, wenn der letzte verfügbare Abschluss des assoziierten Unternehmens ohne Modifizierung verwendet wird.
Es ist ferner erforderlich, dass der Abschluss des assoziierten Unternehmens nach den Bilanzierungsregeln des Investors aufgestellt ist. Stellt der Investor zum Beispiel seinen Abschluss nach den Regeln der IFRS auf, so sollte der zugrundegelegte Abschluss des assoziierten Unternehmens auch nach den Regeln der IFRS aufgestellt sein. Die IFRS verlangen zusätzlich, dass für gleichartige Geschäftsvorfälle auch die Bilanzierungs- und Bewertungsmethoden des Investors angewandt werden (IAS 28.26). Dies verlangen die US-GAAP nicht. Ist nur ein nach anderen Rechnungslegungsregeln bzw. Methoden aufgestellter Abschluss verfügbar, so ist dieser entsprechend zu modifizieren (IAS 28.27), bevor er für die Equity-Methode verwendet werden kann.
Einige Rechnungslegungssysteme, wie die IFRS oder US-GAAP, sind vom Wesentlichkeitsgedanken geprägt. Deshalb braucht der Investor die oben geforderten Modifikationen der Abschlüsse von assoziierten Unternehmen dort nur insoweit vorzunehmen, wie die Auswirkungen auf seinen Abschluss wesentlich sind.

## Weitere bei der Equity-Methode zu berücksichtigende Aspekte
- Zwischenergebniseliminierung von Lieferungen zwischen Bilanzierenden und assoziierenden Unternehmen

- Verfahren bei einem negativen Beteiligungsbuchwert

- Latente Steuern

- Zusätzliche Angabepflichten im Anhang und der Bilanz

## Verweise

### Rechnungslegungsnormen
| Land                   | Rechnungslegungssystem | Normen                 |
| ---------------------- | ---------------------- | ---------------------- |
| International          | IFRS                   | IAS 28                 |
| Deutschland            | HGB / DRS              | §§ 311, 312 HGB; DRS 8 |
| Österreich             | Unternehmensgesetzbuch | § 263, 264 UGB         |
| Schweiz                | Swiss GAAP FER         | FER 2 und FER 30       |
| USA                    | US-GAAP                | FASB ASC 323           |
| Vereinigtes Königreich | FRS                    | FRS 9                  |